# 船橋長真
船橋 長真（ふなばし ながざね）は、安土桃山時代から江戸時代前期にかけての武士、弘前藩士。

## 略歴
元は笠原氏で、宇喜多秀家に仕えていた。関ヶ原の戦いの後、常陸国船橋村に居住し、以降、船橋姓を名乗った。後に津軽信枚に300石で仕えた。大館に住し津軽信義には幼少の頃から仕え、後さらに600石を加増された。
寛永8年（1631年）に信義が藩主となり、寛永10年（1633年）10月津軽へ帰国した。その時に供をしたが、高杉村まで迎えに来た国許の家臣に対し、下馬もせず、挨拶もなく、彼らの怒りを買った。寛永11年（1634年）7月、3代将軍・徳川家光の上洛に信義が供した際の帰路、家臣らの不満が爆発した。多くの重臣が長真の罷免を求め、町屋に立て籠った（船橋騒動）。この事件により、寛永13年（1636年）、伊予松山藩主・松平定行の許に、子・長仍と共にお預けになった。
長仍の子・勝之助は幼少であるため赦免され、母方の祖母に養育された。正保3年（1646年）に信義の小姓として召しだされ、笠原八郎兵衛皆定と名乗った。
子孫は笠原氏として、弘前藩に仕えた。